# Райони житлової забудови в стилі берлінського модернізму
Берлінські квартали епохи модернізму — шість житлових комплексів Берліна, включені в список Всесвітньої спадщини ЮНЕСКО.
Шість районів житлової забудови свідчать про досягнення інноваційної житлової політики, що проводилась в 1910—1933 роках, особливо в часи Веймарської республіки, коли Берлін переживаі бурхливі політичні, соціальні та культурні перетворення. Ці будови — видатний приклад реформ в галузі житлового будівництва, які завдяки новим підходам в містобудуванні, архітектурному та ландшафтному дизайні, сприяли покращенню побутових умов людей з низькими доходами. Це також унікальний приклад нових міських та архітектурних стандартів, інноваційних дизайнерських, технічних та естетичних рішень. Головні архітектори цих проектів Бруно Таут, Мартін Вагнер та Вальтер Гропіус зробили важливий внесок в розвиток житлового будівництва в різних країнах світу.
| Житловий комплекс          | Адміністративний округ     | Роки будівництва | Планування                             | Архітектори                                                                               | Фото |
| -------------------------- | -------------------------- | ---------------- | -------------------------------------- | ----------------------------------------------------------------------------------------- | ---- |
| Фалькенберг                | Трептов-Кепенік            | 1913—1916        | Бруно Таут                             | Бруно Таут Генріх Тессенов                                                                |      |
| Шиллерпарк                 | Мітте                      | 1924—1930        | Бруно Таут                             | Бруно Таут Макс Таут Ганс Гофман                                                          |      |
| Бріц (селище Хуфайзен)     | Нойкельн                   | 1925—1930        | Бруно Таут                             | Бруно Таут Мартін Вагнер                                                                  |      |
| Поселення ім. Карла Легина | Панков                     | 1928—1930        | Бруно Таут                             | Бруно Таут Франц Хіллінгер                                                                |      |
| «Біле місто»               | Райнікендорф               | 1929—1931        | Отто Рудольф Зальфісберг Мартін Вагнер | Отто Рудольф Зальфісберг Бруно Арендс Вільгельм Бюнінг                                    |      |
| Сіменсштадт                | Шарлоттенбург-Вільмерсдорф | 1929—1934        | Ганс Шарун Мартін Вагнер               | Ганс Шарун Вальтер Гропіус Отто Бартнинг Альфред Форбат Гуго Герінг Пауль Рудольф Геннінг |      |